# Bundesliste
Die Bundesliste ist in Deutschland die Liste der Kandidaten einer Partei für die Wahl zum Europäischen Parlament, wenn sich eine Partei für eine Bundes- statt eine Landesliste entscheidet. Dabei können die Wähler über die Kandidaten der Bundesliste nur in Gänze abstimmen, indem sie mit ihrer Stimme eine Partei wählen. Je nach Sitzverteilung im Parlament gilt die entsprechende Anzahl der Kandidaten in der Reihenfolge der Liste der jeweiligen Partei als gewählt. Die Sitze werden gemäß ihrer bundesweiten Stimmenzahlen nach dem Sainte-Laguë-Verfahren proportional verteilt auf die Parteien und sonstigen politischen Vereinigungen.
Die Bundesliste wird auf den Wahlparteitagen der Parteien gemäß dem Parteiengesetz aufgestellt. Parteien oder sonstige politischen Vereinigungen, die weder im Europäischen Parlament noch im Bundestag oder einem Landtag seit dessen letzter Wahl ununterbrochen aufgrund eigener Wahlvorschläge im Wahlgebiet mit mindestens fünf Abgeordneten vertreten sind, müssen für die Aufstellung einer Bundesliste zur Europawahl Unterstützungsunterschriften von mindestens 4000 Wahlberechtigten vorweisen. Listen müssen bis zum 83. Tag vor der Wahl bis 18 Uhr eingereicht werden.
Üblicherweise kandidieren bis auf CDU und CSU nahezu alle anderen Parteien bei einer Europawahl mit einer Bundesliste.